# Pietro Sbarbaro
Pietro Sbarbaro (Savona, 20 aprile 1838 – Roma, 1º dicembre 1893) è stato un giornalista, sociologo e politico italiano.

## Biografia
Di carattere retto e onesto, fu amico di Angelo Sommaruga, editore e direttore della Cronaca bizantina e della Domenica letteraria che pensò di sfruttarne la verve polemica fondando nel 1884 una rivista tutta per lui, intitolandola Le Forche Caudine, settimanale satirico che Sbarbaro diresse e sul quale attaccò caparbiamente la corruzione dilagante di quel periodo, con particolare riferimento allo scandalo della Banca Romana.
Ricoprì l'incarico di deputato del Regno d'Italia.

## Opere
- Le societa e la politica, Firenze, Tipografia Galileana, 1861.
- Sulla filosofia della ricchezza, Firenze, coi tipi di M. Cellini e c., 1864.
- Sulle ragioni della economia politica, Modena, Tipografia di Vincenzo Moneti, 1865.
- Degli operai nel secolo XIX, Milano, Nuova Società editrice A. Maglia e C., 1868-1869.
- Discorso sull'economia politica e la libertà, Urbino, Metauro, 1868.
- Della libertà, Trattato, 	Bologna, Nicola Zanichelli, 1870.
- L'ideale della democrazia, Parma, Tipografia Rossi-Ubaldi, 1881.
- Re Travicello o re costituzionale?, Roma, A. Sommaruga e C., 1884.
- Regina o repubblica?, Roma, A. Sommaruga, 1884.